# NGC 856
NGC 856 (другие обозначения — NGC 859, UGC 1713, MCG 0-6-54, ZWG 387.58, PGC 8526) — спиральная галактика (Sa) в созвездии Кит.
Этот объект занесён в новый общий каталог несколько раз, с обозначениями NGC 856, NGC 859.
Этот объект входит в число перечисленных в оригинальной редакции «Нового общего каталога».
В галактике взорвалась сверхновая SN 2004gv.